# Irina Tiebienichina
Irina Wiktorowna Tiebienichina (ros. Ирина Викторовна Тебенихина; ur. 5 grudnia 1978 w Ferganie) – rosyjska siatkarka, reprezentantka kraju, środkowa.
Jej największym sukcesem był srebrny medal na Igrzyskach Olimpijskich w 2004 r. w Atenach.
Została odznaczona tytułem Zasłużonego Mistrza Sportu, a także Orderem „Za zasługi dla Ojczyzny” II klasy 3 października 2006 r.
W 2009 r. postanowiła wziąć urlop macierzyński.

## Odznaczenia
- Odznaczona tytułem Zasłużonego Mistrza Sportu.
- Order „Za zasługi dla Ojczyzny” II klasy (3 października 2006)